# Bunda Stoo
Bunda Stoo è una circoscrizione mista (mixed ward) della Tanzania situata nel distretto di Bunda, regione del Mara. Conta una popolazione di 12 632 abitanti (censimento 2012).